# Кандзаки, Нориюки
Нориюки Кандзаки (яп. 神崎範之 Кандзаки Нориюки, ромадзи: Kanzaki Noriyuki; род. 12 декабря 1982 года) — японский фигурист, выступающий в мужском одиночном разряде, серебряный медалист Nebelhorn Trophy 2005 года. На национальном чемпионате по фигурному катанию не поднимался выше четвёртого места, которое занял в 2006 году. В 2007 году фигурист завершил спортивную карьеру, желая окончить образование в Киотском университете. Он заявил об этом после чемпионата Четырёх континентов, где стал седьмым.
Также седьмым он был и на Универсиаде в 2007 году.

## Результаты
| Соревнование                  | 2002—2003 | 2003—2004 | 2004—2005 | 2005—2006 | 2006—2007 |
| ----------------------------- | --------- | --------- | --------- | --------- | --------- |
| Чемпионат Четырёх континентов |           |           |           |           | 7         |
| Чемпионат Японии              | 9         | 10        | 7         | 10        | 4         |
| Зимняя Универсиада            |           |           |           |           | 7         |
| Nebelhorn Trophy              |           | 8         |           | 2         |           |